# Università del Wisconsin-Madison
L'Università del Wisconsin-Madison (University of Wisconsin-Madison in inglese, anche conosciuta come UW-Madison, Madison, Wisconsin o UW) è un'università pubblica di ricerca di Madison (Wisconsin). Fondata nel 1848 nel corso della presidenza di James Knox Polk, è la più frequentata università dello stato, con oltre 42 000 studenti.